# Dokters (televisieserie)
Dokters was een Nederlands televisieprogramma dat van 2012 tot 2013 werd uitgezonden op Net5. Het was een scripted realityserie, gebaseerd op (deels) waargebeurde ervaringen van dokters die elke dag weer voor ingewikkelde uitdagingen komen te staan om de patiënten zo goed mogelijk te helpen. Er werden twee seizoenen van het programma gemaakt.
In de serie stonden vijf artsen centraal. Zij behandelden patiënten met de meest uiteenlopende, en vaak weinig voorkomende ziektes.

## Rolverdeling
| Personage                    | Acteur             | Seizoenen | Seizoenen |
| Personage                    | Acteur             | 1         | 2         |
| ---------------------------- | ------------------ | --------- | --------- |
| Dr. Peter Paul Stekelenburgh | Aren van Muijen    | Ja        | Ja        |
| Dr. Roos van Zanten          | Stephanie Louwrier | Ja        | Ja        |
| Dr. Noortje Brink            | Amber Biesbroek    | Ja        | Ja        |
| Dr. Siebe Dijkstra           | Jurjen van Loon    | Ja        | Ja        |
| Dr. Orlando Boogaard         | Urias Boerleider   | Nee       | Ja        |
| Dr. Yvette                   | Olive Maymputu     | Ja        | Nee       |

## Remake
Op de Vlaamse zender VTM werd Dokters in 2013 uitgezonden. Vanwege de goede kijkcijfers werd later besloten om een Vlaamse remake te maken, onder de naam Echte Verhalen: De Kliniek. Deze serie werd van 2013 tot 2014 uitgezonden en telde twee seizoenen.